# Daniel Eibl
Daniel Eibl (również D. Eibel ; ur. ok. 1843 w Warszawie, zm. 12 grudnia 1874 tamże) – aktor teatralny, śpiewak i organizator ruchu teatralnego

## Kariera teatralna
W latach 1861-1864 należał do chórów Warszawskich Teatrów Rządowych. Następnie (lata 1864-1866) występował w teatrze lwowskim. Od 1866 r. związany był z zespołami teatrów prowincjonalnych: Pawła Ratajewicza (przez całe życie z przerwami na występy w innych zespołach), Anastazego Trapszy (1868), Antoniego Raszewskiego (1869-1870), Dionizego Feliksiewicza (1870) oraz w warszawskich teatrach ogródkowych: "Eldorado" i "Alhambra". W sez. 1872/1873 występował w teatrze poznańskim. Przez krótki okres (sierpień 1870) wspólnie z Józefem Bendą kierował zespołem teatralnym w Częstochowie. Wystąpił m.in. w rolach: Barona Le Coqua (Dziesięć cór na wydaniu), Szczoteczki (Bursze), Szymona (Skrzypce czarodziejskie), Sarmienta (Gaduły) i Lubomira (Zrzędność i przekora).

## Życie prywatne
Był synem szewca (z pochodzenia Austriaka) i Francuzki. Jego bracia: Cyprian, Bazyli i Piotr byli związani zawodowo z Warszawskimi Teatrami Rządowymi. W 1867 r. poślubił aktorkę teatralną Apolonię z Popków.